# Listă de localități din raionul Cantemir
Această listă conține satele și orașele din raionul Cantemir, Republica Moldova.
| Denumire       | oraș / centru de comună / sat |
| -------------- | ----------------------------- |
| Acui           | sat în comuna Baimaclia       |
| Alexandrovca   | sat în comuna Plopi           |
| Antonești      | centru de comună              |
| Baimaclia      | centru de comună              |
| Bobocica       | sat în comuna Enichioi        |
| Cania          | centru de comună              |
| Cantemir       | oraș, reședință de raion      |
| Capaclia       | sat (comună)                  |
| Chioselia      | centru de comună              |
| Ciobalaccia    | centru de comună              |
| Cîietu         | centru de comună              |
| Cîrpești       | sat (comună)                  |
| Cîșla          | centru de comună              |
| Crăciun        | sat în comuna Lingura         |
| Cociulia       | sat (comună)                  |
| Constantinești | sat în comuna Gotești         |
| Coștangalia    | sat (comună)                  |
| Dimitrova      | sat în comuna Cîietu          |
| Enichioi       | centru de comună              |
| Flocoasa       | sat în comuna Ciobalaccia     |
| Floricica      | sat în comuna Enichioi        |
| Ghioltosu      | sat în comuna Țiganca         |
| Gotești        | centru de comună              |
| Haragîș        | sat (comună)                  |
| Hănăseni       | sat în comuna Pleșeni         |
| Hîrtop         | sat în comuna Plopi           |
| Iepureni       | sat în comuna Cania           |
| Lărguța        | sat (comună)                  |
| Leca           | sat în comuna Antonești       |
| Lingura        | centru de comună              |
| Pleșeni        | centru de comună              |
| Plopi          | centru de comună              |
| Popovca        | sat în comuna Lingura         |
| Porumbești     | sat (comună)                  |
| Sadîc          | centru de comună              |
| Stoianovca     | sat (comună)                  |
| Suhat          | sat în comuna Baimaclia       |
| Șamalia        | sat (comună)                  |
| Șofranovca     | sat în comuna Cîșla           |
| Taraclia       | sat în comuna Plopi           |
| Taraclia       | sat în comuna Sadîc           |
| Tartaul        | sat (comună)                  |
| Tătărășeni     | sat în comuna Pleșeni         |
| Toceni         | centru de comună              |
| Țărăncuța      | sat în comuna Chioselia       |
| Țiganca        | centru de comună              |
| Țiganca Nouă   | sat în comuna Țiganca         |
| Țolica         | sat în comuna Enichioi        |
| Victorovca     | sat în comuna Ciobalaccia     |
| Vișniovca      | sat (comună)                  |
| Vîlcele        | sat în comuna Toceni          |